# Bart Smals
Bart Max Geert Smals (Breda, 5 april 1970) is een Nederlands voormalig politicus. Namens de Volkspartij voor Vrijheid en Democratie (VVD) was hij van 2019 tot 2023 gedurende drie periodes lid van de Tweede Kamer der Staten-Generaal.

## Levensloop
Smals groeide op in Apeldoorn. Hij studeerde farmacie aan de Universiteit Utrecht. Vervolgens vestigde hij zich als apotheker.
Van 2008 tot 2017 was Smals lid van de beleggingscommissie van de Stichting Pensioenfonds Medewerkers Apotheken. Hij was van januari tot december 2013 vicevoorzitter van de KNMP. Sinds 2015 is hij voorzitter van de ledenraad van zorgverzekeraar DSW. In 2014 was Smals lijsttrekker voor de VVD bij de gemeenteraadsverkiezingen in Delft. Hij werd na de verkiezingen ook fractievoorzitter. Bij de gemeenteraadsverkiezingen van 2018 werd hij herkozen.
Op 3 juli 2019 werd Smals geïnstalleerd als lid van de Tweede Kamer in een tijdelijke vacature tot met 12 oktober 2019 vanwege het zwangerschaps- en bevallingsverlof van Bente Becker. Na het vertrek van Arno Rutte werd Smals op 15 oktober 2019 wederom geïnstalleerd als lid van de Tweede Kamer. Op 30 maart 2021 nam hij afscheid van de Tweede Kamer. Op 7 september 2021 werd hij wederom Tweede Kamerlid, wat hij tot en met 5 december 2023 zou blijven.
- Parlement.com: vkzja1ygdspx